# コスミレコンゴウインコ
コスミレコンゴウインコ（小菫金剛鸚哥、Anodorhynchus leari）は、オウム目インコ科に分類される鳥。

## 分布
ブラジル（バイーア州北東部）固有種

## 形態
全長は70から75センチメートル。頭部は大型。全身は緑色を帯びた光沢のある青い羽毛で覆われる。翼は青い。胸部は暗い灰色。下嘴の基部と眼の周囲は羽毛が無く、黄色い皮膚が露出する。
嘴は大型で、色彩は黒い。虹彩は明褐色。後肢の色彩は灰色。

## 生態
半砂漠地帯や草原に生息する。小規模な群れを形成し生活する。昼行性で、夜間は断崖にある岩の隙間などに集まり休む。
食性は植物食で、主にヒメヤシの果実を食べるが、花、他の植物の果実、ヒメヤシの液果、種子なども食べる。
繁殖形態は卵生。2月から4月に断崖に巣を作る。抱卵期間は28日以上。

## 人間と関係
開発による生息地の破壊、羽毛や食用、ペット用の乱獲などにより生息数は激減している。ブラジルでは法的に保護の対象とされている。生息地では本種の主な食物となるヒメヤシの植林、基金を設け営巣地を保護する試みが進められている。